# Marco Giallini
Marco Giallini (Roma, 4 de abril de 1963) es un actor italiano, ganador del Nastro d'argento. 

## Biografía
Giallini estudió en la Academia Nacional de Arte Dramático Silvio D'Amico y su debut cinematográfico fue en 1995, en la comedia  L'anno prossimo vado a letto alle dieci.
En 2012 ganó un Nastro d'argento al mejor actor secundario por su papel en A.C.A.B.: All Cops Are Bastards.

## Filmografía seleccionada
- 2002: Emma sono io
- 2004: Il siero della vanità
- 2005: No te muevas
- 2006: El amigo de la familia
- 2011: Todos a la playa
- 2012: A.C.A.B.: All Cops Are Bastards
- 2014: Todo es culpa de Freud
- 2015: Si Dios quiere
- 2016: Perfetti sconosciuti
- 2018: Perdónanos nuestras deudas
- 2019: Domani è un altro giorno